# Monstera dissecta
Monstera dissecta är en kallaväxtart som först beskrevs av Heinrich Wilhelm Schott, och fick sitt nu gällande namn av Thomas Bernard Croat och Michael Howard Grayum. Monstera dissecta ingår i släktet Monstera och familjen kallaväxter. Inga underarter finns listade.